# 横山卓 (鍼灸師)
横山 卓（よこやま たく、1961年 - ）は、日本の鍼灸師、東洋医学研究者。「ネッシン療法」の提唱者であり、日本ネッシン協会の創設者および会長。経絡に基づく温熱刺激療法「横山式熱鍼療法」を確立した。

## 経歴
1961年生まれ。北里大学衛生学部を卒業後、臨床検査技師として勤務。その後、イトオテルミー学院および日本鍼灸理療専門学校を卒業し、東洋医学の道へ進む。
- イトオテルミー学院講師を歴任。
- 東京入江FTを設立、講師として活動。
- カナダの「指圧リサーチ・インターナショナル・サマーキャンプ」にて、経絡指圧・経絡鍼灸治療の講師を務める。
- 帰国後、光輝東洋医学研究所（現・Curable東洋医学研究所）を設立。
- 独自研究により「横山式熱鍼療法」を確立し、経絡の認識・診断・治療法を一般向けに体系化。

現在は順鳳堂鍼灸院を主宰するとともに、日本ネッシン協会会長として熱鍼やネッシン療法の普及と後進の育成に尽力している。

## 活動内容
横山が確立したネッシン療法は、温めた金属の棒を用いて皮膚表面を点状・線状・面状に優しく刺激し、経絡の流れを整えることで自然治癒力を高める温熱刺激療法である。  また、経絡指圧、IPコード鍼療法、お灸、アロマ精油のブレンドなど、施術における手法はいずれも本人の「氣診」によって行われる。

## メディア出演・講演
- ホンマルラジオ「トータルヘルスデザイン」（2023年5月28日）

番組内で「邪気」や東洋医学の考え方、ネッシン療法の体験例について解説した。
- 2025年 ネッシン療法公開講座

日本ネッシン協会の活動の一環として、肩こり・腰痛・婦人科系の不調に向けたセルフケア講座を予定。
- 2018年 美と健康セミナー

「魂の掃除屋」として紹介され、リウマチからの回復体験や、東洋医学と魂・身体の関係について講演を行った。イベント名は「東京 横山卓さん『この世の真理はたったひとつ 宇宙とシンクロする体と魂の大掃除』」。

## 著書
- 『横山式熱鍼療法入門』 たにぐち書店、ISBN 978-4861292446
- 『経絡ですっきり』 海竜社、ISBN 978-4802098816